# Citron (hudební skupina)
Citron je česká hudební skupina, legenda československého hard rocku a heavy metalu.

## Historie
Historie kapely se dělí na dvě základní období:
- První érou je období bluesrockového Citrónu (s dlouhým „ó“) v letech 1976–1982, kdy kapelu vedl baskytarista Petr Michalík.
- Druhá éra je hardrockový Citron, který vedl Radim Pařízek od roku 1981 až do 2021.
- Třetí éra kapely je od roku 2021, kterou vede baskytarista Radim Pařízek ml.

### 1976–1981
Počátky Citronu spadají do roku 1976, kdy odešlo několik muzikantů od Františka Ringa Čecha a založilo doprovodnou kapelu zpěváka Aleše Ulma (dnešní televizní dramaturg). Mezi nimi byli také kytarista Olda Říha, bubeník Tolja Kohout (Katapult), klávesista Miloš Nop a především baskytarista Petr Michalík, který dal této kapele jméno Citrón. V této sestavě také natočili dva singly: „Pecky z blum/Plátěnky“ (SP Panton 1976) a „Mlčenlivá žena/Kočka“ (SP Supraphon 1976), na kterých kromě Ulma zpívají také zpěváci Milan Drličiak a Jiří Hromádka z divadla Semafor. Zanedlouho se Michalík osamostatnil a hledal nové muzikanty. Zpěvákem se stal Vladimír Kubala. Dalšími členy byli kytaristé Jiří Schmutz a bubeník Milan Tutsch a tato sestava začala produkovat blues rockovou muziku ve stylu Bad Company, Free nebo Led Zeppelin. Jednalo se už o zkušené muzikanty a tak se kapela prosadila velmi brzy nejen v rozhlase, ale i v televizi. První singl „Tvých sedmnáct / Pantomima reklam“, který vyšel u Supraphonu v roce 1978, měl velký úspěch a prvně jmenovaná skladba dokonce zvítězila v jednom kole televizní Hitšarády. Druhý singl „Až se vrátí rokenrol / Diskžokej“ si nevedl o nic hůře a Citrón se rázem ocitl na špici československé rockové scény a řadil se vedle takových kapel jako Katapult nebo skupina Jiřího Schelingera. V roce 1979 se uskutečnila jedna zásadní změna v sestavě: Milana Tutsche, který odešel do Katapultu, za bicími nahradil budoucí leader skupiny Radim Pařízek, a přišel i druhý kytarista Miloslav Benýšek. Následovalo velké množství koncertů po celém Československu, na kterých zaznívaly také skladby od Free. V roce 1980 následujovaly další singly a kapela začala připravovat svou debutovou desku Obratník Raka, kterou natočila v roce 1981 v ostravském rozhlase za zvukové režie Karla Šmitáka. Vznikly hned dvě verze: česká pro tuzemský trh a anglická pro export do zahraničí. České texty napsal zkušený textař Pavel Vrba, což byl důvod, proč Supraphon vydal jen anglickou verzi a českou z edičního plánu vyškrtl. To kapelu pochopitelně značně deprimovalo a v podstatě to znamenalo rozpad. Odešel Petr Michalík, zpěvák Vladimír Kubala a později také kytarista Miloslav Benýšek. Zůstali jen druhý kytarista Jiří Schmutz a bubeník Radim Pařízek.

### 1982–1987
S nenadálou situací se však Radim Pařízek nehodlal smířit. Přejal kapelnické otěže a stal se ústřední postavou Citronu. Na post zpěváka přibral ostříleného Stanislava Hranického (ex-Majestic). Do skupiny dále přišli mladý kytarista Jindřich Kvita a baskytarista Jiří Krejčí. V této sestavě pak natočili singly „Zítra, zkrátka příště / Kamaráde na pomoc tě volám“ a „V tu ránu / Jenom já sním“, které vyšly v roce 1983 u Supraphonu. Ještě v témže roce v létě došlo k další zásadní změně v sestavě: Schmutze a Krejčího nahradili kytarista Jaroslav Bartoň a baskytarista Václav Vlasák, kteří přišli ze skupiny Proto Pavla Nováka. Společně se pustili do natáčení dalších singlů, které byly okamžitě rozprodány. Skladby jako „Revizor“ nebo „Vezmi si mně jako dárek“ (s původním neschváleným textem „Jen si od plic zanadávej“) se staly velkými hity a kapela začala pomalu, ale znatelně přitvrzovat svůj styl směrem od hard rocku až k heavy metalu. Dlouhohrající deska byla na spadnutí, nahrávání alba Plni Energie proběhlo v červenci a srpnu 1985 v pražském studiu Mozarteum a s kapelou začal spolupracovat západoněmecký producent českého původu Jan Němec. Opět vznikly dvě verze, česká verze v roce 1986 u Supraphonu, anglická Full of energy v roce 1987 u západoněmecké firmy Intercord. Deska se stala okamžitě zlatou a nakonec se alba Plni Energie prodalo přes půl miliónů nosičů. Přišly také další úspěchy, především v anketě Zlatý slavík, kde Citron v konkurenci československé špičky populární hudby obsadil druhé místo hned za slovenským Elánem. Následovala nekonečná koncertní turné mj. také v západním Německu s kapelou Rosy Vista, které pak pokračovalo také v ČSSR. V únoru roku 1987 zasáhla Citron nepříjemná událost. Zpěvák Stanislav Hranický si po jednom koncertě v Bratislavě zlomil nohu a byl dlouhodobě nemocen.

### 1987–1989
Kapela musela nenadálou situaci urychleně řešit a angažovala proto zpěváka Ladislava Křížka z pražské skupiny Vitacit. Okamžitě začaly přípravy na třetí album Radegast, které kapela nahrála v roce 1987 ve studiu Citron, což byl původně vlastně Radimův byt v Ostravě-Přívoze. Singly „Kráska a Radegast / Zase dál“ a „Sedm životů / Už zase mi scházíš“ , které albu předcházely a vyšly na podzim 1987, jasně odhalily, že Citron definitivně přesedlal na čistokrevný heavy metal. Znovu vyšly obě verze, česká v roce 1987 a opět byla deska Radegast zlatá, anglická verze byla vydaná v roce 1989. Album vyšlo také v malém nákladu na CD nosičích. Rozjel se kolotoč koncertů nejen v ČSSR, ale i v Polsku, SSSR a Německu. Kapela se začala mnohem častěji objevovat také v televizi, kde vítězila v hitparádách, v rozhlasové hitparádě Větrník se stala již popáté kapelou roku a píseň „Zase dál“ se stala skladbou roku. V roce 1988 bylo toto úspěšné období korunováno vítězstvím v anketě Zlatý slavík, kde se Citron stal nejlepší československou skupinou. V tomto období začala také spolupráce se zpěvačkou Tanjou, například v hitu „Kam jen jdou lásky mé“, který napsal Ladislav Křížek. Počátkem roku 1989 skupina připravila další řadové album Vypusťte psy!, ale v kapele se začaly objevovat neshody. Z připravované desky stihl Citron s Křížkem už jen natočit pracovní demo a vydat pouze singl „Uragán / Svět patří nám“, přičemž prvně jmenovaná skladba se stala okamžitě hitem. V srpnu 1989 po vzájemných neshodách kapelu opustil Ladislav Křížek a vzápětí po něm i Jaroslav Bartoň, kteří založili vlastní skupinu Kreyson. Náhradu Citron našel na Slovensku v podobě zpěváka Tibora Šándora a kytaristy Pavola Chodelky. V nové sestavě na podzim dohráli plánované koncerty a natočili desku Vypusťte psy!, přičemž Tibor Šándor se jako zpěvák neosvědčil.

### 1990–1993
Počátkem roku 1990 Citron objevil zpěváka Fanyho Michalíka a ten nahradil Tibora Šándora. Skupina poté absolvovala turné po Francii. Dále se ke kapele připojil další slovenský kytarista, zkušený Henry Tóth. V nové sestavě znovu předělali desku Vypusťte psy!, která konečně vyšla u Supraphonu v květnu 1990. Následovalo koncertní turné k propagaci desky, ale poté přišlo období nečinnosti, které vyústilo v další personální změny. Na jaře 1991 odešel Pavel Chodelka i Henry Tóth a nahradil je Libor Kozelský. V roce 1991 kapela chystala další desku, ale v létě se sestava opět rozpadla, odešel Jindřich Kvita (kytarista, * 27. 2. 1960, † 27. 8. 1997 v Rybí u Nového Jičína), Václav Vlasák i Fany Michalík a založili vlastní kapelu Funny. Zůstali jen Libor Kozelský a Radim Pařízek a tak opět museli postavit nový Citron úplně od základů. Na podzim se objevili noví členové: Aleš Hubáček – zpěv, Pavel Silber – basa a Pavel Novotný – kytara. Ten byl zanedlouho vystřídán Ladislavem Krečmerem, neboť  Pavel Novotný v Citronu pouze hostoval a vracel se zpět do kapely Sing Sing Michala Penka. Tato sestava odehrála koncert jako předkapela Iana Gillana a na jaře 1992 vydala desku Sexbomby u vydavatelství Direkt. Jako bonus byla ke slyšení také nová verze hitu „Revizor“ s hostujícím Standou Hranickým. Kapela ale příliš nekoncertovala a mezitím se schylovalo k velkému překvapení. Na Vánoce 1993 se totiž v kavárně Praha v Novém Jičíně sešla nejslavnější sestava z období desky Plni Energie včetně Standy Hranického, a naplánovali comeback.

### 1994–2013
Toto období bylo především ve znamení velkého comebacku na pódia, ale také jedné velmi smutné události. Fanoušci přijali kapelu s nadšením. Hrálo se na velkých festivalech i malých koncertech a v repertoáru se objevovaly hlavně hity z období let 1982–1987. Citron začal připravovat album svých největších hitů s názvem Best of. Nahrávání bylo ale přerušeno z důvodu závažného onemocnění Jindry Kvity, který v roce 1997 na zákeřnou nemoc zemřel. Byl to velký šok pro kapelu i fanoušky a dlouho trvalo, než se Citron z tohoto šoku otřepal a desku Best of dokončil. Ta vyšla po dlouhém odkladu v roce 1999 a byla věnována památce Jindry Kvity. U fanoušků měla poměrně úspěch a stala se zlatou. Nějaký čas pak Citron koncertoval ve čtyřech, ale po chvíli přišel kytarista Stanislav Balko (ex-Tarantula), kterého po čase vystřídal navrátivší se Libor Kozelský. V roce 2001 došlo ke spojení Citronu s bývalým zpěvákem Ladislavem Křížkem. Kapela natočila vzpomínkové album Síla návratů především s písněmi z období Radegasta a s novou titulní skladbou. Následovalo krátké koncertní turné a potom se Citron vrátil zpět do svých kolejí už bez Ládi Křížka. V roce 2004 byla kapela pozvána ke koncertování do USA, kde odehrála několik úspěšných vystoupení a natočila klip k písni „Rock, rock, rock“. Následovala další vystoupení především po festivalech a příprava nové desky a DVD. 17. června 2008 Citron vystoupil jako jediná předkapela slavných Judas Priest v ČEZ Aréně v Ostravě. Začátkem roku 2009 kapelu opustil Libor Kozelský a nahradil ho kytarista Jiří Šperl z Karviné (ex-LAMENT). V květnu 2010 pak konečně vyšlo dlouho očekávané album Bigbítový pánbů.

### 2012–2013
Tyto dva roky se staly pro Citron kritickými. Standa náhle onemocněl těžkou nemocí a již nebyl schopen s kapelou vystupovat. Na jeho místo prozatím přišel bývalý řvoun kapely Fany Michalík, ovšem to ještě nikdo nevěděl, že je na tom Standa tak zle. Standa Hranický dne 7. dubna 2013 zemřel na rakovinu.

### 2013–2021
V září 2015 po dlouhých rozepřích uvnitř kapely Citron odešli ze skupiny společně František „Fany“ Michalík – zpěv, Jaroslav Bartoň – kytara, Jiří Šperl – kytara a Václav Vlasák – baskytara, kteří společně založili s novým bubeníkem Lukášem Pavlíkem kapelu Limetal. Citron pokračoval dál ve složení Radim Pařízek – bicí, který k sobě povolal bývalého zpěváka skupiny z let 1987–1989 Láďu Křížka – zpěv a společně s dalšími novými členy kapely Djordje Erič – kytara, Pavel Hanus – kytara a Jiří Rain – baskytara, pracovali na projektu „Rebelie rebelů“, v rámci kterého na podzim roku 2015 vyrazili na stejnojmenné turné a vydali EP Rebelie Vol. 1. Na jaře 2016 kapela vydala další EP Rebelie Vol. 2 a pokračovala v koncertním turné po českých městech. Do koncertních turné se také významně zapojila zpěvačka Tanja.

### 2021–dosud
Dne 2. března 2021 zemřel dlouholetý bubeník a frontman kapely Radim Pařízek, který podlehl komplikacím spojeným s nedávnou operací. Místo bubeníka zaujal Zdeněk Pradlovský známý ze skupin Master, Shaark a Kreyson. V listopadu 2023 skupina oznámila, že pojede v roce 2024 na společné turné se slovenskou rockovou skupinou Metalinda a ke skupině se také připojí původní členové Citronu jako hosté – basista Václav Vlasák a kytarista Jaroslav Bartoň.
Během května 2025 z neznámých důvodů nevystupoval se skupinou zpěvák Ladislav Křížek. O zpěv se dočasně postarali kytaristé Pavel Hanus a Jiří "George" Rain.
Dne 12. června 2025 skupina oznámila, že Láďa Křížek nebude pokračovat v kapele jako stálý člen. Chce se věnovat více sólové kariéře a Kreysonu. Momentálně se o zpěv podělí kytaristé Jiří "George" Rain, Pavel Hanus a zpěvačka Tanja. Skupina nevyloučila budoucí hostování Křížka na dalších koncertech kapely.

## Diskografie

### Alba
- 1981 Obratník Raka (nevydáno)
- 1983 Tropic of Cancer - Supraphon/Artia, (album Obratník raka anglicky)
- 1986 Plni energie - Supraphon
- 1987 Full of Energy - Lava records, (album Plni energie anglicky)
- 1987 Radegast - Supraphon
- 1989 Radegast (Lava records SRN) - Lava records, (album Radegast anglicky)
- 1990 Vypusťte psy! - Supraphon
- 1992 Sex bomby - Direct
- 2001 Síla návratů - Popron Music
- 2010 Bigbítový pánbů - Citron studio
- 2013 Jen si od plic zanadávej - Citron studio
- 2015 EP Rebelie Vol. 1 - Citron studio
- 2016 EP Rebelie Vol. 2 - Citron studio
- 2016 Rebelie rebelů - Citron studio
- 2017 Obratník Raka (reedice nevydaného alba z roku 1981 s bonusy)
- 2019 EP Valašský věk - Citron studio

### Kompilace
- 1999 Souhvězdí Gott II - Popron music, 16. Citron - Mistrál
- 1999 Best of Citron - Popron Music
- 2017 1979 - 2017 (boxset)

### Singly
- 1976 Mlčenlivá žena/Kočka - Panton
- 1976 Pecky z blum/Plátěnky - Supraphon
- 1978 Tvých sedmnáct/Pantomima reklam - Supraphon
- 1979 Až se vrátí rokenrol/Diskžokej - Supraphon
- 1979 No tak, taxi/Televizní počasí - Supraphon
- 1980 Můj svět je automat/Éli - Supraphon
- 1980 Řekli, že tu víc nebydlím/Ani stromy nerostou do nebe - Supraphon
- 1981 Vyzutá tvář (split SP s Věrou Špinarovou – Meteor lásky) - Supraphon
- 1983 V tu ránu/Jenom já sním - Supraphon
- 1983 Zítra, zkrátka příště/Kamaráde, na pomoc tě volám - Supraphon
- 1984 Když už jsem se narodil/Každý den - Supraphon
- 1984 Tvá odvrácená tvář/Revizor - Supraphon
- 1985 Když už jsem se narodil/Každý den - Supraphon
- 1985 Vezmi si mě jako dárek (sampler Posloucháte Větrník) - Supraphon
- 1985 Už couvám/Koncert - Supraphon
- 1986 Rock, rock, rock/Půlnoční město - Supraphon
- 1987 Kráska a Radegast/Zase dál - Supraphon
- 1987 Už zase mi scházíš/Sedm životů - Supraphon
- 1989 Uragán/Svět patří nám - Supraphon